# Route nationale 3 (Madagaskar)
Route Nationale 3 (RN 3) is een nationale weg in Madagaskar van 91 kilometer, de weg loopt van de hoofdstad Antananarivo noordelijk naar Anjozorobe. De weg ligt in de regio Analamanga en is volledig verhard.